# Kim Hnizdo

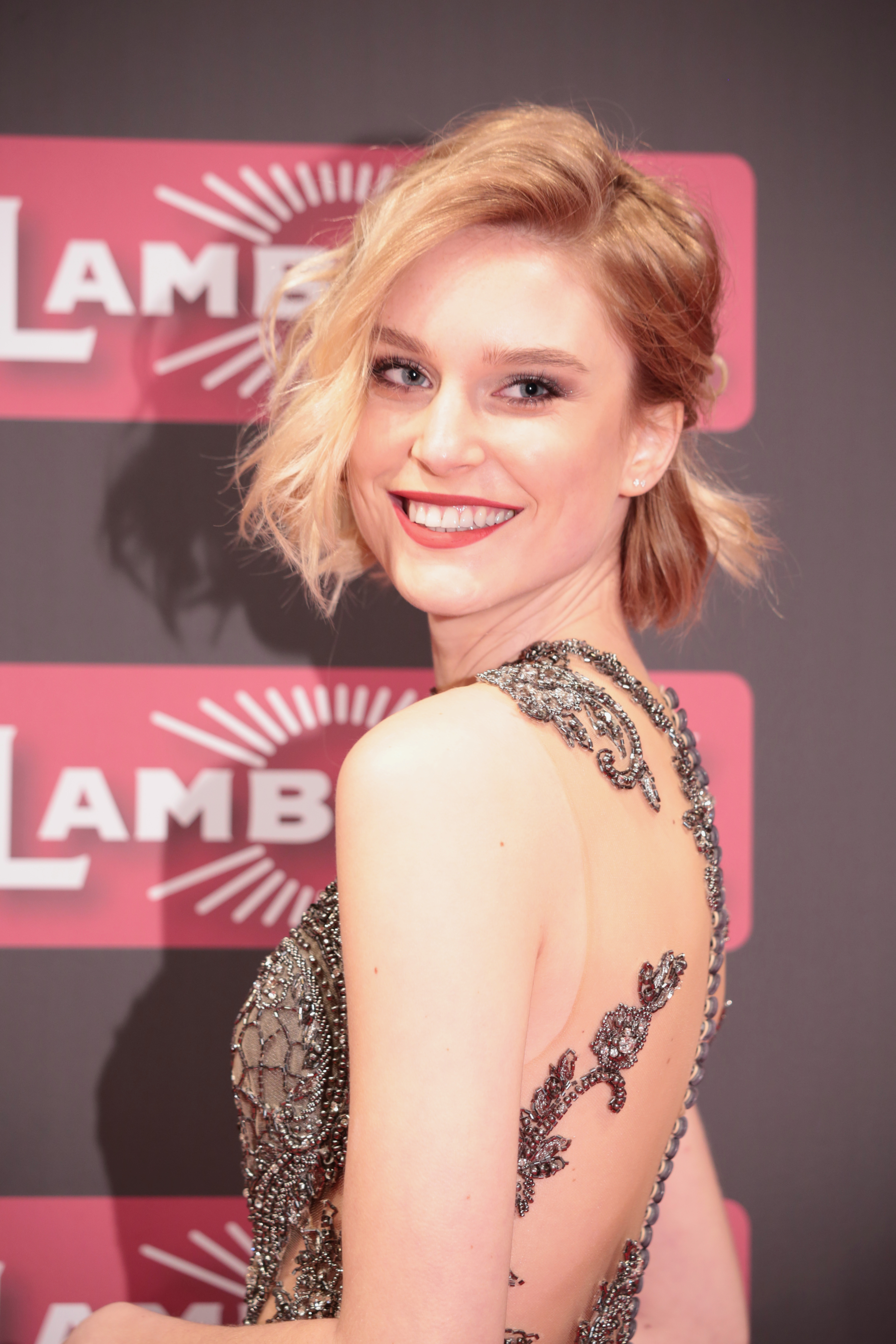
Kim Hnizdo (2018)

Kim Laura Hnizdo (* 13. April 1996 in Bad Homburg vor der Höhe) ist ein deutsches Model. Sie wurde 2016 Siegerin der Castingshow Germany’s Next Topmodel.

## Lebenslauf
Hnizdo wurde 1996 in Bad Homburg vor der Höhe geboren. Sie legte ihr Abitur an der dortigen Humboldtschule ab und begann ein Jurastudium an der Justus-Liebig-Universität Gießen.
Im Mai 2016 wurde sie im Alter von 19 Jahren Siegerin der elften Staffel von Germany’s Next Topmodel. Während der Show erhielt sie Modeljobs für einen Werbespot für Opel und lief für Designer auf der Shanghai Fashion Week. Als Gewinnerin erhielt sie einen Vertrag mit der Modelagentur ONEeins, einen Opel Adam und ein Preisgeld von 100.000 Euro. Dazu erschien sie auf dem Cover der Cosmopolitan.
Sie hatte eine Beziehung mit dem Model Alexander Keen, die während der Show beendet wurde. 2017 hatte Hnizdo einen Gastauftritt in der Serie jerks., bei dem sie sich selbst spielte. Sie war ebenfalls beim Finale von Germany’s Next Topmodel 2017 und bei Promi Shopping Queen zu sehen.
Hnizdo ist bei Louisa Models unter Vertrag und erhielt Modeljobs für Fiv Magazine, Rachor Magazine, Bloggingtales und Harper’s Bazaar, einen Werbespot für den Haarproduktehersteller Syoss sowie eine Kampagne für Longchamp. Ihre ein Jahr ältere Schwester steht ebenfalls seit 2014 bei einer Modelagentur unter Vertrag.
Im Jahr 2019 war sie auf der amfAR-Gala in Mailand zu sehen. Im Januar 2024 war sie beim RTL Turmspringen zu sehen. Es folgten Magazin-Covers für Arabian Moda Magazine, Style Up Your Life! und The Frankfurter. Im Mai 2024 war sie bei den Internationalen Filmfestspielen von Cannes zu sehen. Im März 2025 war sie zu Gast in der Quizsendung Wer weiß denn sowas?.